# Slavonië-Baranja Kroatische Partij
De Slavonië-Baranja Kroatische Partij (Kroatisch: Slavonsko-baranjska hrvatska stranka, SBHS) is een regionale politieke partij in Kroatië.
Zij werd in Slavonië aan het begin van de jaren negentig van de twintigste eeuw opgezet. Normaal gesproken sluit zij zich aan bij de Sociaaldemocratische Partij van Kroatië.
Van 1995 tot 2003 was zij vertegenwoordigd in de Sabor. Bij de laatste parlementsverkiezingen op 23 november 2003 kreeg zij samen met de Kroatische Volkspartij-Liberaal Democraten (HNS) en de Alliantie van Primorje - Gorski Kotar 8,0% van de stemmen; 11 van de 151 zetels, HNS kreeg daarvan tien. Geen van de zetels ging naar de SBHS, dus verloor zij haar zetel.
Regeringspartijen:

Kroatische Democratische Unie · Kroatische Volkspartij-Liberaal Democraten · Kroatische Sociaal-Liberale Partij

Kroatische Seniorenpartij · Onafhankelijke Democratische Servische Partij

Overige partijen:

Kroatische Partij van Rechten · Kroatische Boerenpartij · Istrische Democratische Assemblee · Sociaaldemocratische Partij van Kroatië · Alliantie van Primorje · Gorski Kotar · Kroatische Democratische Boerenpartij · Democratisch Centrum · Liberale Partij · Kroatisch Democratisch Centrum · Democratische Prigorje-Zagreb Partij · Međimurje Partij · Zagorje Democratische Partij · Slavonië-Baranja Kroatische Partij · Kroatisch Blok · Kroatische Christelijke Democratische Unie · Kroatische Partij van Rechten 1861 · Kroatische Pure Partij van Rechten · Kroatische Werkelijke Renaissance · Socialistische Arbeiderspartij van Kroatië · Servische Volkspartij · Sociaal Democratische Actie van Kroatië

Politieke partijen van etnische minderheden:

Democratische Unie van Hongaren van Kroatië · Duitse Volksunie - Nationale Associatie van Donau-Zwaben in Kroatië

Onafhankelijke Democratische Servische Partij · Partij voor Democratische Actie van Kroatië